# Fuente de las cuatro caras
La Fuente de las cuatro caras o Monumento de las Cariátides es una fuente de mármol ubicada en el costado occidental del Plaza de Bolívar en el centro histórico de Santa Marta. Esta fue traída desde Europa y marca la abolición de la esclavitud en Colombia. Su nombre se debe a las cuatro gárgolas que hay en sus costados.

## Historia
En el sitio donde se encuentra la fuente había desde 1789 una acequia pública. La fuente fue fabricada en Génova y tuvo un costo de un costo de 11.000 pesos. Fue llevada a Santa Marta en 1847 y emplazada oficialmente el 1 de abril de 1848.
Tuvo gran relevancia en 1975 durante la celebración de los 450 años de fundación de la ciudad, cuando congregó a los presidentes de varios países.

## Características
La conforma una pila octagonal, de cuyo centro sobresale un pedestal con forma de obelisco. En sus cuatro costados hay cuatro gárgolas o mascarones de medio bulto, también en mármol, que dan su nombre al monumento.
Cada uno representa una raza humana y una estación. De sus bocas salen cuatro chorros orientados hacia los cuatro puntos cardinales. La diosa Perséfone, que simboliza la alegría, la fecundidad y la primavera, corona la escena.

## Galería

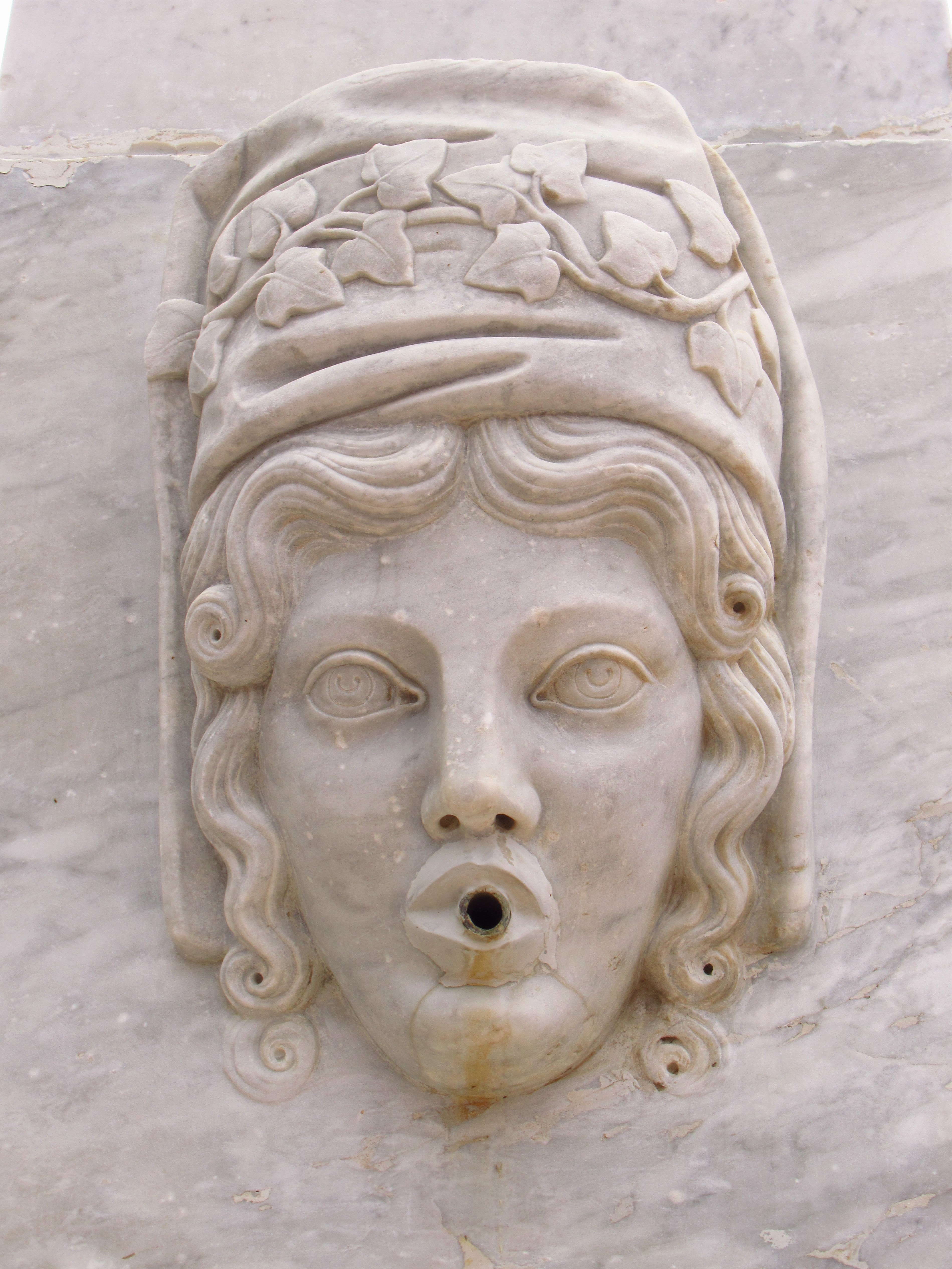
Cara norte
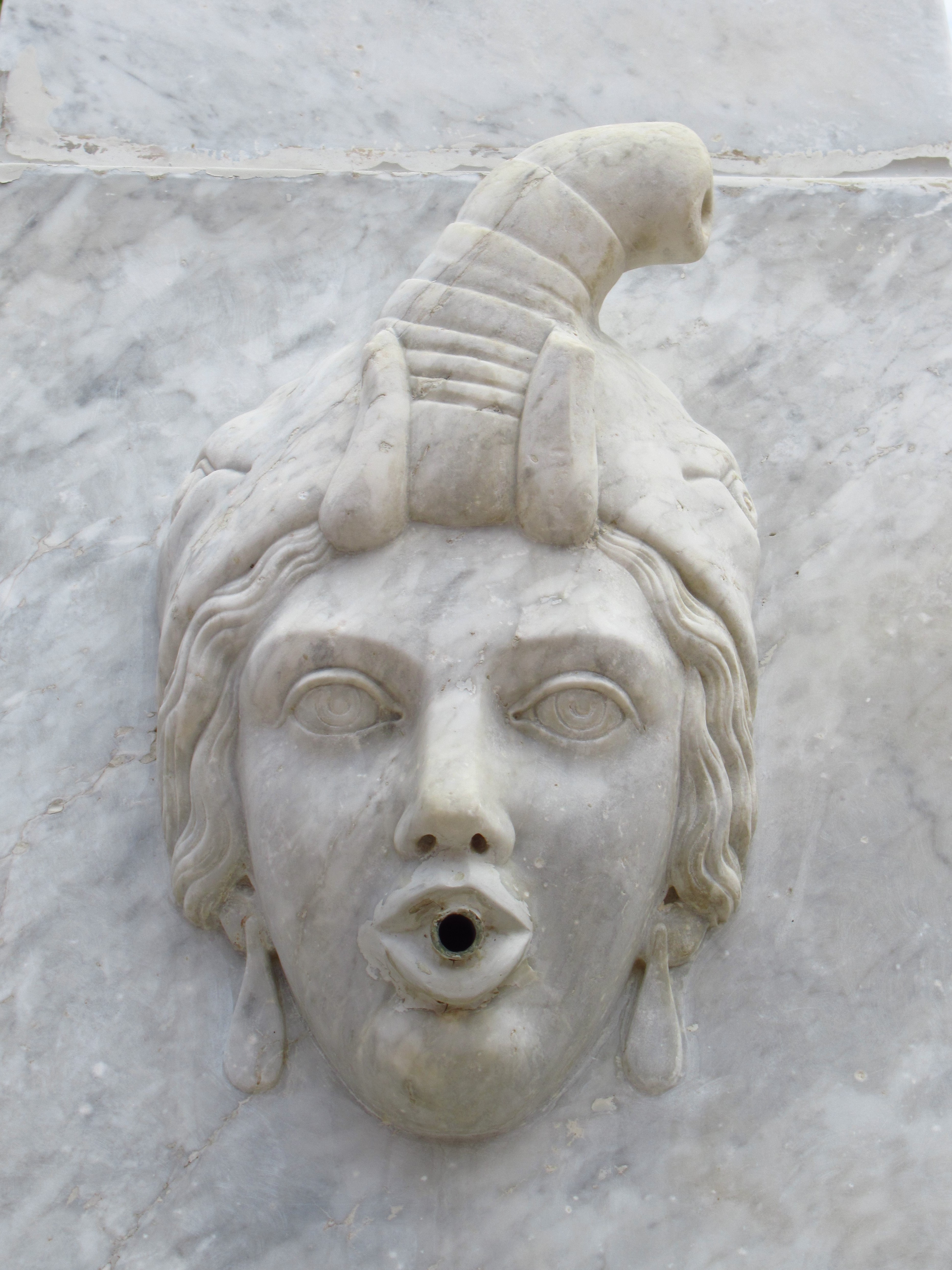
Cara oeste
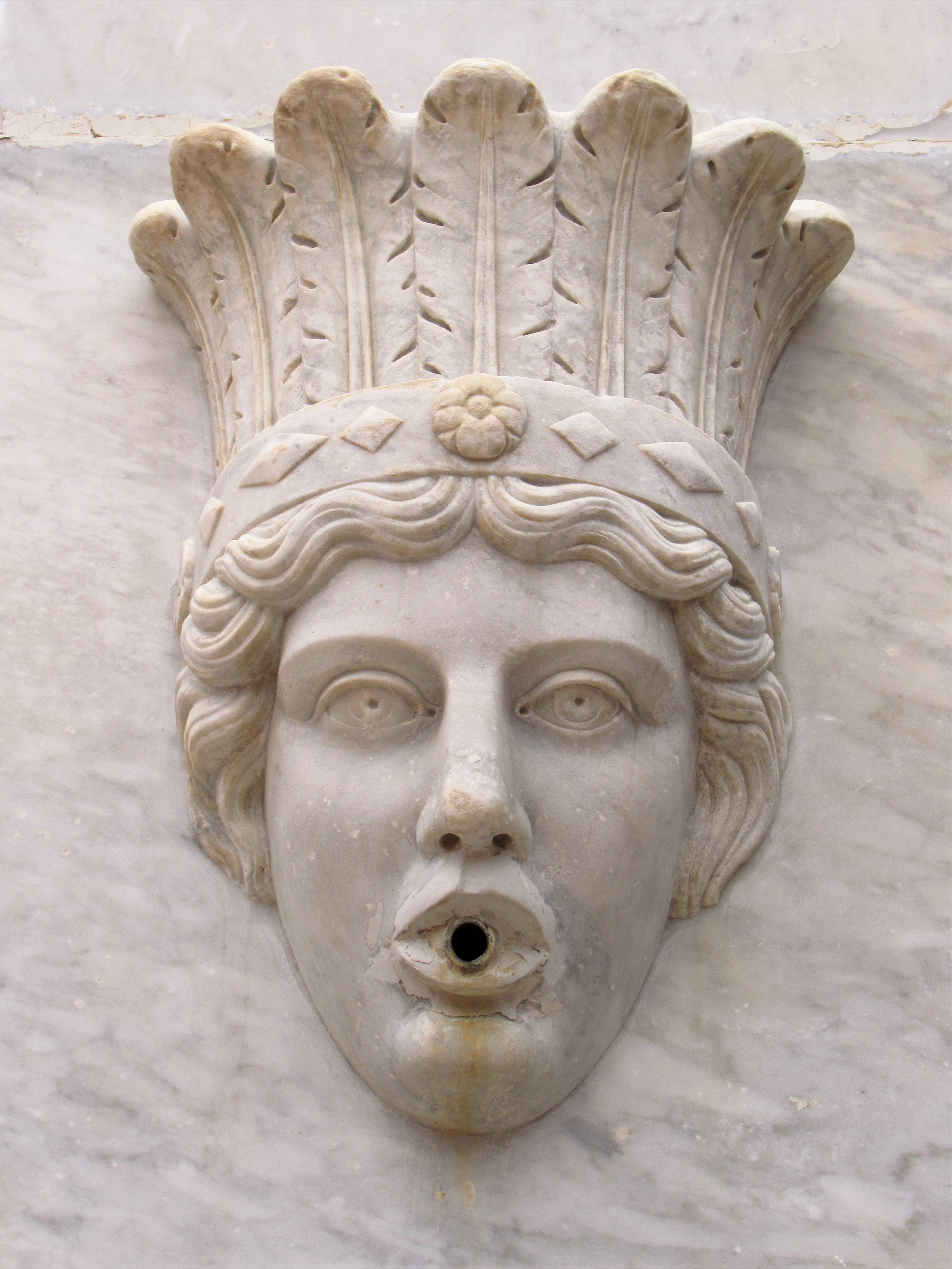
Cara sur
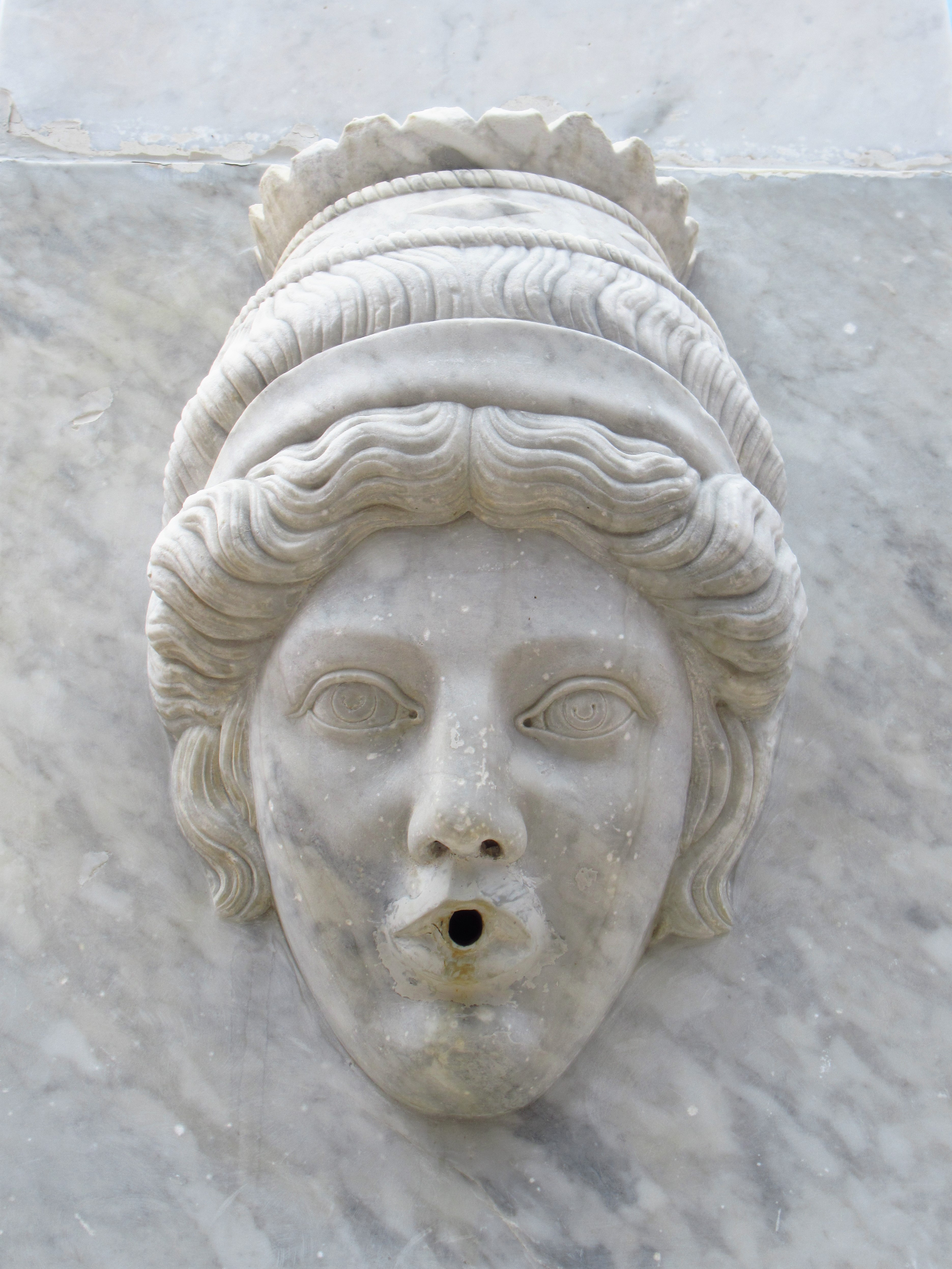
Cara este